# 腋斑莫鯔
帕氏凡鯔（学名：[Moolgarda perusii] 错误：{{Lang}}：文本有斜体标记（帮助）），又名腋斑莫鯔，为莫鯔屬下的一个种。分布於印度西太平洋區，從東非至馬里亞納群島海域，體長可達25公分，棲息在沿岸海域、河口區。

## 擴展閱讀
維基物種上的相關：腋斑莫鯔